# 朱安洔
臨汝靖惠王朱安洔（16世紀—1602年），明朝周藩第三代臨汝王，臨汝恭康王朱同銜的庶長子。

## 生平
朱安洔初封鎮國將軍。嘉靖三十一年（1552年）十二月，襲封臨汝王。
萬曆三十年（1602年），朱安洔去世，朝廷派遣行人周達前往周府安排其喪葬事宜。萬曆三十一年（1603年）十月，獲諡靖惠。萬曆三十二年（1604年），庶三子朱睦𨼪襲爵。

## 家庭

### 妻
- 劉氏，初冊為鎮國將軍夫人，嘉靖三十一年（1552年）十二月冊為臨汝王妃[1]

### 子
- 庶三子：臨汝王朱睦𨼪